# 藤原あき
藤原 あき（ふじわら あき、1897年8月10日 - 1967年8月8日）は、日本のタレント、政治家。位階は正五位。
自由民主党参議院議員（1期）。資生堂美容学校校長。藤原義江の元妻。中上川彦次郎の庶子。参議院議員時代は本名の中上川（なかみがわ）アキで活動した。旧姓は宮下（前の夫の姓）。筆名、柳園子。

## 人物・来歴

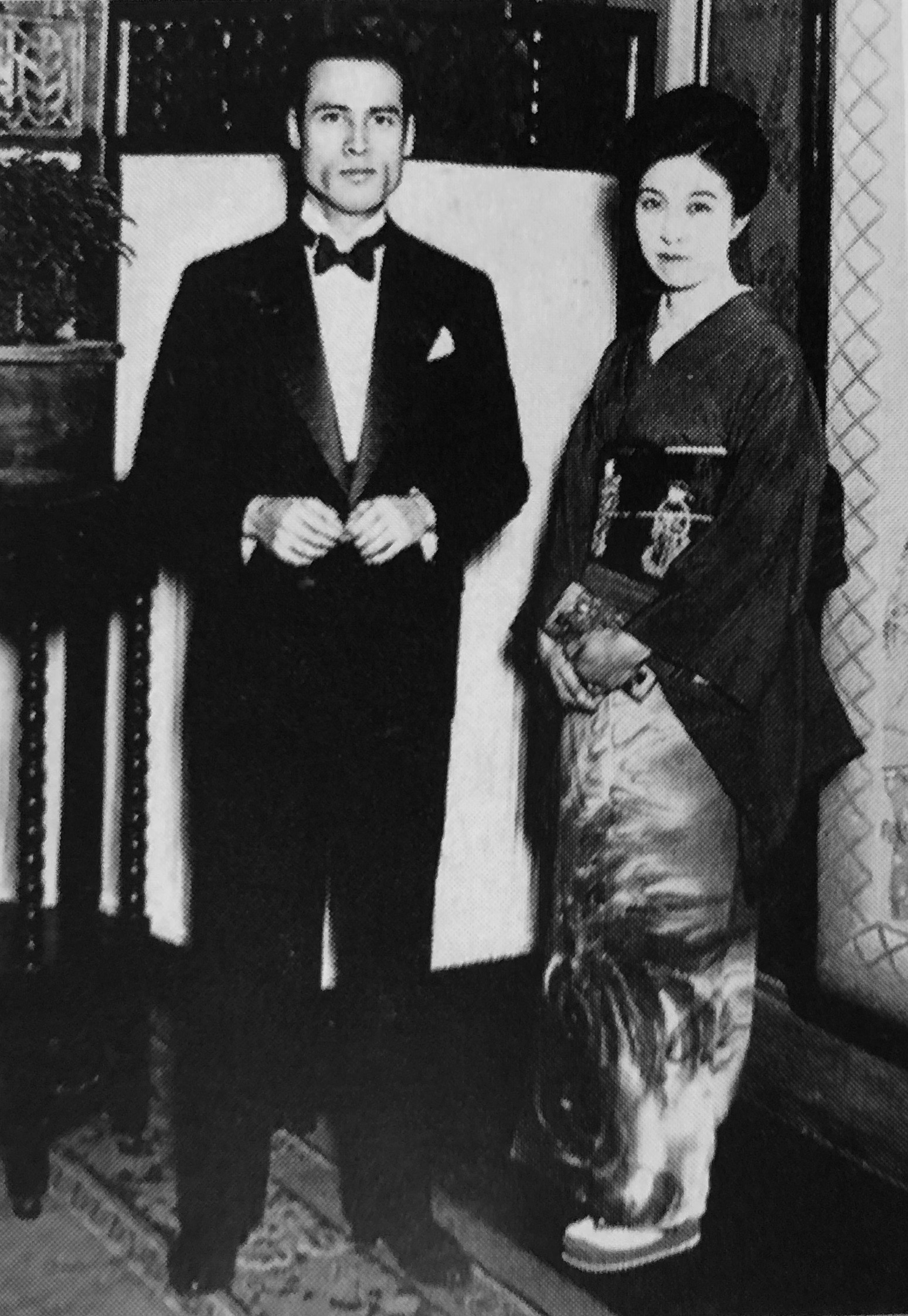
1930年1月17日、藤原義江と東京會舘で結婚披露宴を行った。

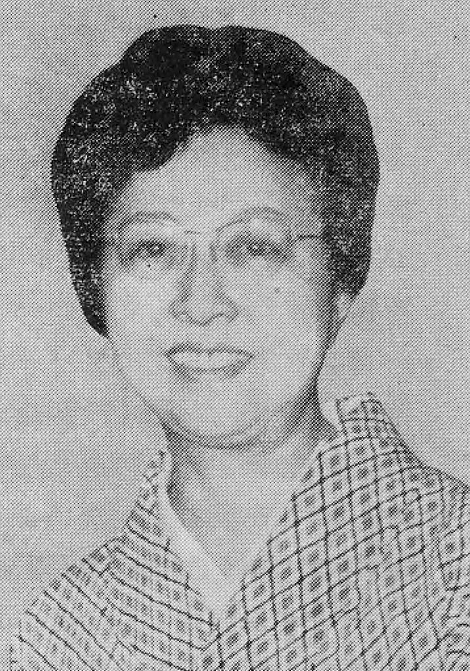
『化繊月報』1960年11月号より

東京府出身。福澤諭吉の実姉：婉の長男であり、山陽鉄道の創設者で三井財閥の近代化に尽力した中上川彦次郎の三女（庶子、母は彦次郎の妾・つね）。本名はアキ。女子学習院に学ぶ。同級生には後に参議院議員になる加藤シヅエがいた。
1913年、17歳のときに一度の見合いもなく、19歳年上の東京京橋の開業医：宮下左右輔（みやした・そうすけ）と強制的に結婚させられて宮下姓となり、二女をもうける。
1923年4月、にオペラ歌手の藤原義江が帰国。帝国ホテルで開かれたベルギー大使主催のダンスパーティーの席で藤原と知り合う。やがて二人は恋に落ち、箱根へ一泊旅行へ出かける。1928年に離婚して藤原を追ってイタリアのミラノに移住。藤原との恋愛は「世紀の恋」と謳われた。中上川家から破門されるが、唯一あきをかばったのが藤山雷太だったという。
1930年1月、藤原と正式に結婚した。1931年10月、男児を出産。藤原歌劇団の育成に尽力した。
戦後、藤原は藤原歌劇団のプリマドンナ、砂原美智子と深い仲になるなど多くの女性と浮き名を流し、夫婦関係は破綻した。1954年、NHK会長を務めた古垣鉄郎の紹介で資生堂に入社。美容部長となった。
1955年からNHKのクイズ番組『私の秘密』のレギュラー回答者となり、聴取者の人気を博す。同年、文京区春日の安藤坂アパートに住む。間取りは6畳の居間、6畳の寝室、6畳のダイニングキッチンであった。
1957年、正式に離婚成立。1959年、資生堂の社長が伊与田光男から伊藤隆男に交代。あきはこれを潮時に退社を決意するが、伊藤から建設中の資生堂美容学校（現資生堂美容技術専門学校）の初代校長の話をもちかけられ、同年、同校の校長に就任した。

### 参議院議員へ

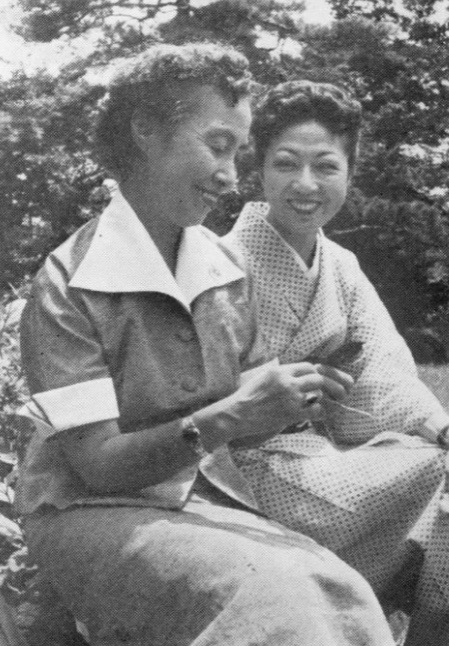
女子学習院で同級生だった加藤シヅエと藤原。1962年の参院選・全国区は1位当選が藤原、2位当選が加藤で話題となった。

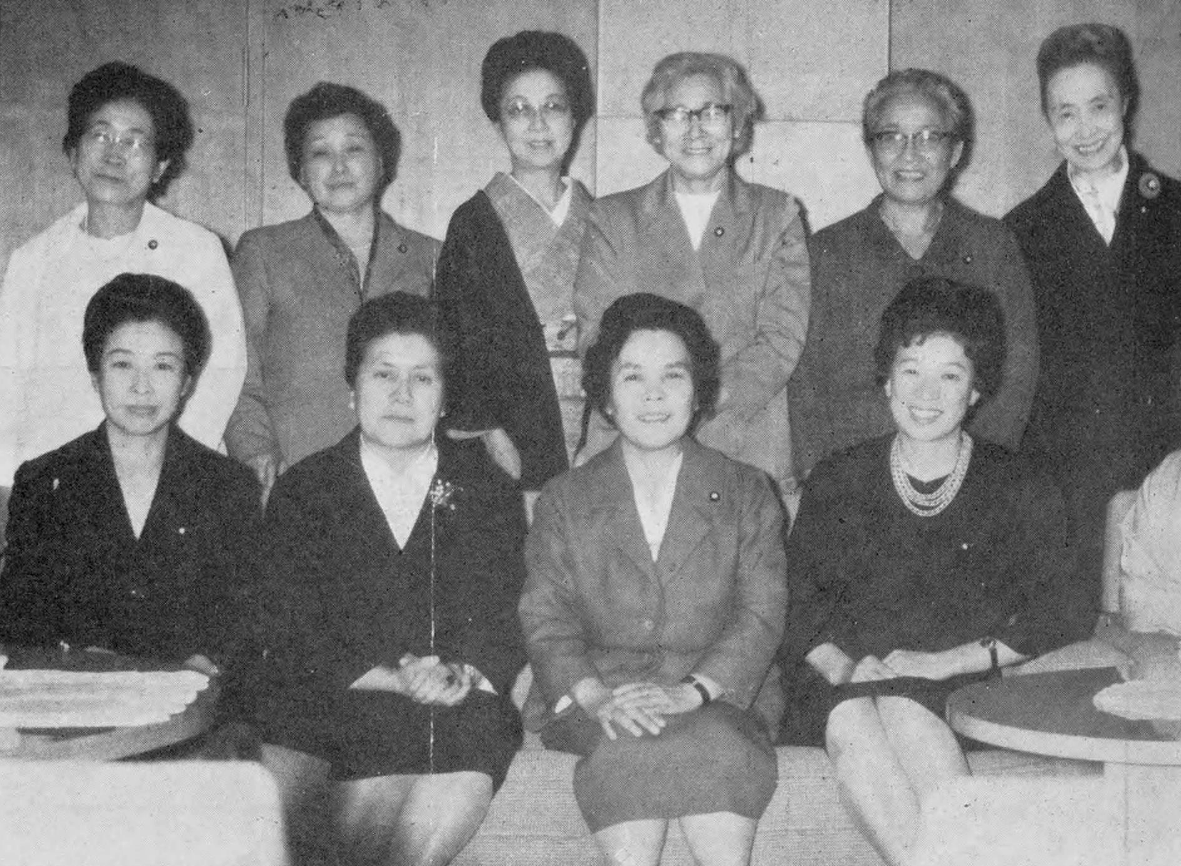
1963年12月11日、衆参婦人議員懇談会が参議院の議長公邸で開かれた。前列左から、粟山ひで、戸叶里子、本島百合子、山口シヅエ。後列左から、林塩、千葉千代世、中上川アキ、市川房枝、藤原道子、加藤シヅエ。

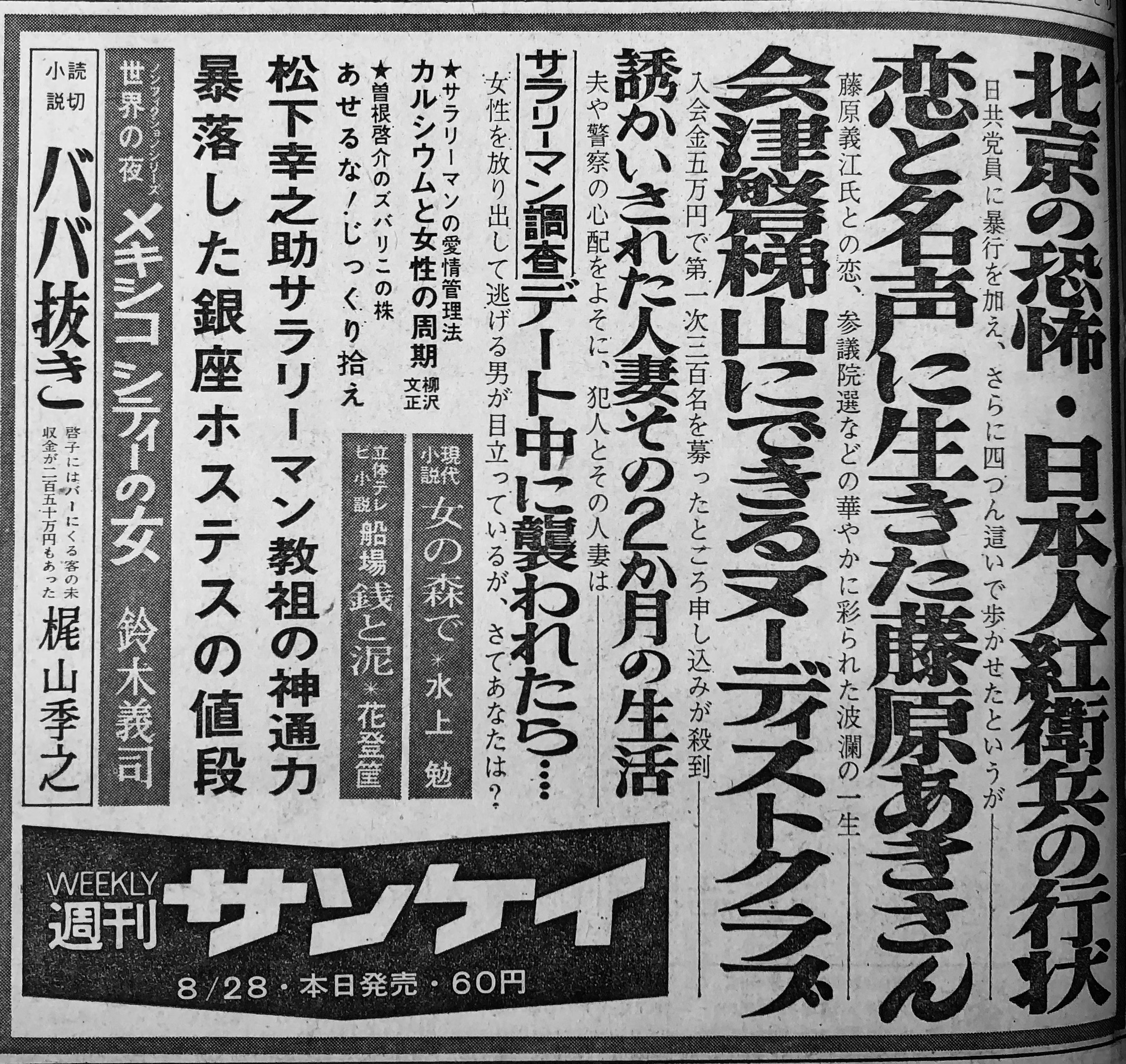
『週刊サンケイ』1967年8月28日号の新聞広告

1962年、経済企画庁長官だったいとこの藤山愛一郎から電話で、同年の参院選への出馬依頼を受ける。「数カ月で顔と名前を覚えてもらうなんてとても無理な状況で、僕は考えた。あきちゃんほど全国に顔と名前を知られている人は他にはいない」。
藤山は参院選直後に行われる自民党総裁選への出馬を考えており、1人でも多くの子飼いの議員が欲しいという背景があった。しかし参院選立候補はすなわち『私の秘密』のレギュラー降板を意味する。かたくなに断わり続けると、藤山は1960年の自民党総裁選で岸信介に裏切られた事情を喋った。それがきっかけとなり「愛さん、私やってみようかしら。愛さんを総理にするために私の残りの人生を賭けるわ」と伝えたと言われている。同年3月12日、朝刊が「藤原あき参議院選馬か」と報じたため、『私の秘密』の出演はこの日の高知県からの公開生放送が最後となった。3月18日、自民党から参議院選挙全国区のあきの追加公認が正式に発表された。
選挙対策事務長には藤山派の小泉純也が就いたが、藤山は、総裁選のように派閥同士の選挙になってしまっては藤原あきという候補者が生かされないと考えた。政治ズレしていない若手を選対の最前線に立たせることを思い描き、藤山の主催する政治塾「藤山政治大学院」で指導にあたっていた飯島清に「君たちがいままで勉強したものを実地にやってみたらどうかね。結果については私が責任を持つ」と声をかけた。藤山政治大学院の受講生から、平均年齢21歳の若手運動員が選挙スタッフとして抜粋された。事務局長には小林錡衆議院議員の元秘書の原嶋亮二が就いた。小泉純也事務長と娘の小泉信子、飯島、原嶋、日本大学法学部を卒業したばかりの杉浦和彦らが選対の中心メンバーとなった。飯島たちはあきの著書を読み、オシャレの哲学として書いてあった「清く正しく美しく」という一文を見つけ、これを元に「清い政治、明るい社会、美しい国土」というスローガンを作った。選挙事務所は数寄屋橋交差点近くに設置された。
同年7月1日、参院選が実施される。116万票の大量得票でトップ当選し、その後続々登場するタレント議員のはしりとなった。議員時代は本名の「中上川アキ」で活動した。当選後、杉浦和彦が公設秘書となり、原嶋と飯島も秘書となった。
しかし、1期目の任期中であった1967年8月8日、悪性リンパ腫のため東京医科歯科大学医学部附属病院で死去した。69歳没。死没日をもって正五位に叙され、勲三等瑞宝章を追贈された。哀悼演説は2日後の同月10日の参議院本会議において、同級生でもあった加藤シヅエにより行われた。

## 家族
- 父・中上川彦次郎 - 叔父に福沢諭吉
- 母・松永つね - 彦次郎の妾[23]
- 前夫・宮下左右輔（1882－1948） - 東京帝大医科大学で河本重次郎に師事して眼科学を修め、卒業後ドイツ留学、2年後帰国して大阪医大教授となり、その後診療所を開設し東京女子医専教授を兼任した[24]。祖父は大学東校助教授・海軍々医大監の宮下慎堂（群馬県利根郡出身）[25]。父親の宮下俊吉（1860年但馬国城崎郡府中市場村生まれ、旧姓・国谷）は、東京大学医学部を卒業後、ユリウス・スクリバの外科助手を経てドイツへ留学、4年間の眼科修業ののち帰国して宮下眼科を開業、当時東京における三大眼科病院のひとつに数えられ、東京慈恵会医学校教授、海軍軍医学校教官等も兼任し、 日本眼科学会の創立に尽力した人物[24]。
- 後夫・藤原義江
- 娘・彩子、和子

## 出演

### 映画
- 『次郎長社長と石松社員 威風堂々』（1962年、東映）

### テレビ
- 『私の秘密』（1955年4月 - 1962年3月、NHK）

## 著書
- 『雨だれのうた』酣燈社、1947年12月。
- 『ひとり生きる』ダヴィッド社、1956年10月。NDLJP:2934784。
- 『おしゃれの四季』文陽社、1956年。NDLJP:2482339。